# Czernica (Silésie)
Pour les articles homonymes, voir Czernica.
Czernica (prononciation : [t͡ʂɛrˈnit͡sa]) est une localité polonaise de la gmina de Gaszowice, située dans le powiat de Rybnik en voïvodie de Silésie.